# Конфлан сир Лантерн
Конфлан сир Лантерн (фр. Conflans-sur-Lanterne) насеље је и општина у источној Француској у региону Франш-Конте, у департману Горња Саона која припада префектури Лир.
По подацима из 2011. године у општини је живело 649 становника, а густина насељености је износила 49,58 становника/km². Општина се простире на површини од 13,09 km². Налази се на средњој надморској висини од 230 метара (максималној 298 m, а минималној 223 m).

## Демографија
| 1962. | 1968. | 1975. | 1982. | 1990. | 1999. | 2011. |
| ----- | ----- | ----- | ----- | ----- | ----- | ----- |
| 750   | 755   | 765   | 758   | 710   | 672   | 649   |

График промене броја становника у току последњих година